# Meftah Ghazalla
Meftah Saad Ghazalla (ar. مفتاح غزالة, ur. 3 października 1977 w Trypolisie) – piłkarz libijski grający na pozycji bramkarza.

## Kariera klubowa
Karierę piłkarską Ghazalla rozpoczął w klubie Al-Madina Trypolis. W 1997 roku zadebiutował w jego barwach w pierwszej lidze libijskiej. W 2001 roku odniósł z tym klubem swoje pierwsze sukcesy, gdy wywalczył mistrzostwo i Superpuchar Libii.
W 2004 roku Ghazalla przeszedł do innego stołecznego zespołu, Al-Ittihad Trypolis, w którym zaczął rywalizować o miejsce w składzie z reprezentantem kraju, Samirem Aboudem. W 2005 roku został z nim mistrzem kraju, a tytuł mistrzowski wywalczył także w latach 2006, 2007, 2008 i 2009. Wraz z Al-Ittihad trzykrotnie zdobył Puchar Libii w latach 2005, 2007 i 2009 oraz pięciokrotnie superpuchar w latach 2005–2009.

## Kariera reprezentacyjna
W reprezentacji Libii Ghazalla zadebiutował w 2003 roku. W 2006 roku w Pucharze Narodów Afryki 2006 rozegrał 2 spotkania: z Egiptem (0:3) i z Wybrzeżem Kości Słoniowej (1:2).